# Camille Van Hoof
Pour les articles homonymes, voir Van Hove.
Camille Van Hoof, née en 1992, est une graphiste, illustratrice et autrice de bande dessinée alternative belge francophone.

## Biographie
Camille Van Hoof naît en 1992 en Belgique. Elle est la fille du photographe Frédéric Van Hoof. Elle aime les histoires d'aventure, les dessins sensibles et colorés. Elle remplit de nombreux carnets de dessins depuis ses douze ans.
Elle étudie à l’Institut Saint-Luc de Bruxelles, où elle termine un bachelier en illustration en 2013,. Ensuite, elle participe à des projets de bande dessinée et travaille comme graphiste pour la publicité.
Elle illustre l'album jeunesse Les Petits Commandeurs de Valérie Larrondo publié aux Éditions du Seuil en 2015, puis elle reprend des études.
Elle anime des stages d'espionnage et de magie pour enfants parfois en compagnie de Noémie Favart. En 2016, elle devient autrice à part entière et publie son premier album jeunesse, Drôle d'arbre dans la collection « Les Pétoches ! » aux éditions Versant Sud Jeunesse. Il conte l'histoire de Nina qui est la plus petite sœur d’une immense fratrie dans laquelle elle cherche à trouver sa place. Partant dans la forêt à la rencontre d'un arbre qui se déplace dans la forêt, elle se trouve face à un géant rouge qui d'un premier abord terrorisant, devient son ami. Elle l'emmène à la maison et le présente à ses sœurs, et avec son aide, elle va pouvoir apprendre à se faire entendre. Selon l'écrivaine Victoire de Changy qui écrit dans Le Carnet et les Instants que l'ouvrage « pourrait peut-être bien être notre coup de cœur [...] L’histoire est charmante et les illustrations – terriblement expressives – de la jeune Bruxelloise imposent un genre très personnel et affirmé. ».
Elle réalise une bande dessinée numérique Une petite voix m’y pousse dans le cadre de la scolarité des étudiants en master Illustration de la Haute École des arts du Rhin (HEAR) qu'elle fréquente en programme Erasmus en 2017,. Cet objet multimédia tourne sur les systèmes d'exploitation les plus courants à l'aide d'un navigateur web disponible gratuitement en ligne sur le site bdnext.net. C'est l'histoire d'un homme qui participe à une expérience de réalité virtuelle dont les images correspondent à sa vision subjective. L'expérience est menée par une femme qui pose des questions et lui donne des explications. La lecture interactive induit une identification au personnage. Elle réalise un exercice de style où le fond rencontre la forme. Selon la chroniqueuse Marie Cordenier de Karoo : « Entre animation, Une petite voix m'y pousse fait l'effet d'un livre pop-up numérique. Avec cette création, la dessinatrice Camille Van Hoof propose une expérience originale et ludique. »
En 2018, elle termine un master en communication visuelle et graphique à La Cambre.
Pendant le confinement dû à la pandémie de Covid-19, elle illustre le feuilleton Confinés avec la famille Barré ! en cinq épisodes, écrit par Aylin Manço publié dans Philéas et Autobule en 2020,,.
Dans le cadre de Fureur de lire 2020 organisée par la Fédération Wallonie-Bruxelles, elle sort la bande dessinée jeunesse Prémonitions qui conte l'histoire d'adolescents préoccupés par les façons de prédire l’avenir et qui se déroule en librairie.
Elle publie également activement sur Instagram. Ses notes quotidiennes de bande dessinée sur l'avancement de son ouvrage Les Magiciens d'ici là-bas sont collectées dans un fanzine à forte pagination en noir et blanc intitulé Soupe de nombrils pour lequel elle a recours à l'autoédition en novembre 2021,,.
En juin 2022, elle porte le projet éditorial Rasoir qui traite du mal-être des adolescents, un thème qu'elle affectionne pour sa vitesse, son intensité, et son intimité. Ce fanzine se définit comme « le fanzine des poils, des seins, des boutons, de tout ce qui pousse et qu'on aimerait couper. Celui des années qu'on passe sur le fil » est né de la frustration crée par l'échec d'expériences similaires précédentes. Elle invite différents auteurs qui réalisent de courtes histoires souvent autobiographiques de huit pages en petit format, imprimées en risographie aux ateliers du Toner.
En 2019, elle est lauréate d'une bourse de découverte — une aide financière — en littérature jeunesse de la Fédération Wallonie-Bruxelles. Puis, en 2022, elle est lauréate d'une bourse de découverte, cette fois en bande dessinée, de la même fédération.
En 2024, elle est signataire de la pétition visant à interdire l'exposition de Bastien Vivès dans une galerie d’art bruxelloise au motif que cette exposition contribue à banaliser la culture du viol et la pédocriminalité.

### Sentimental Kiss

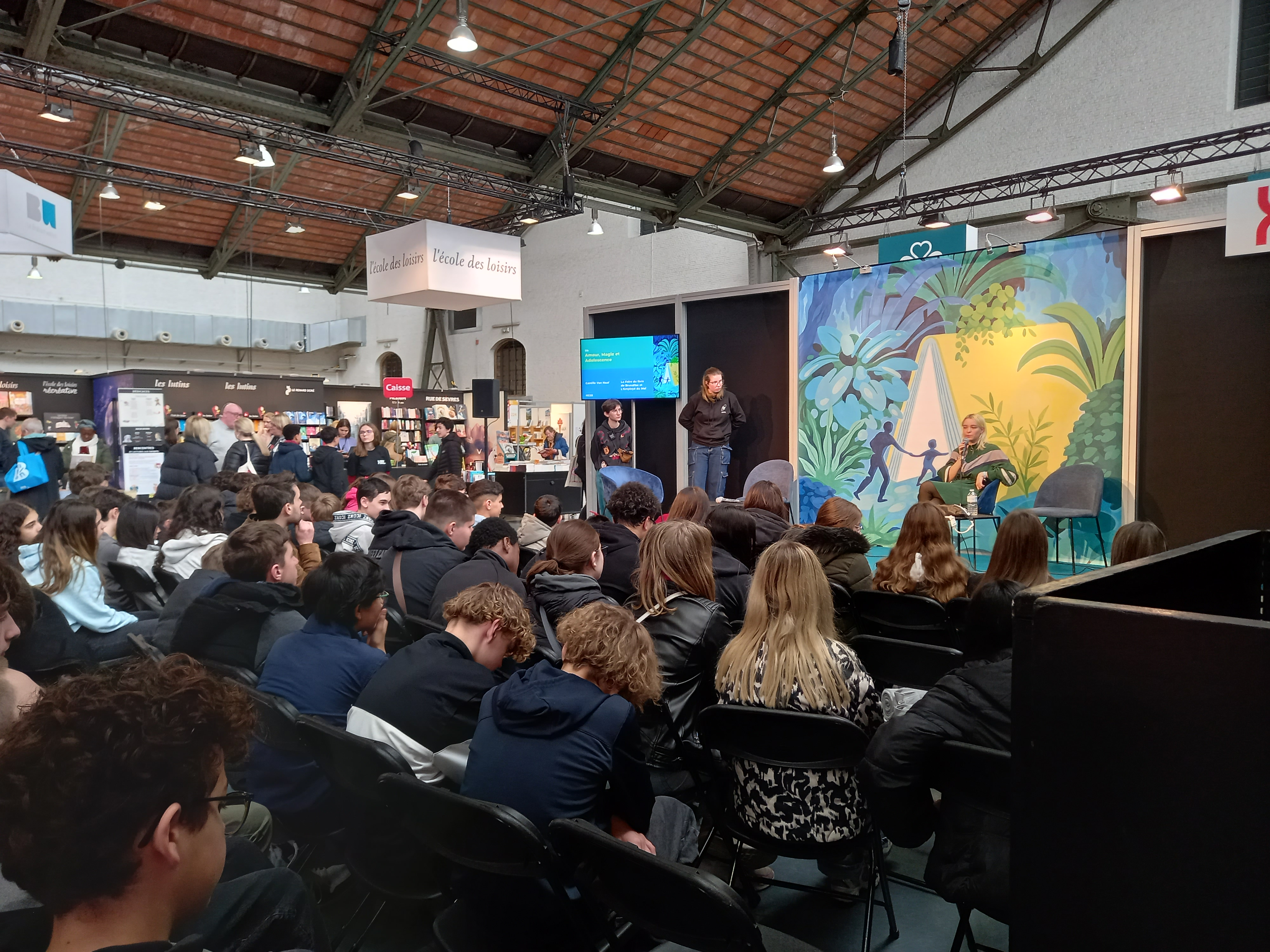
Amour, magie et adolescence à la Foire du Livre de Bruxelles en 2025.

En janvier 2025, elle sort, aux éditions L'Employé du Moi, une fiction dont le titre Sentimental Kiss est celui d'une chanson écoutée dans l'histoire. Cette bande dessinée met en scène deux adolescentes de quatorze ans : Anima et Charlie qui se retrouvent juste avant le début des cours à la rentrée sans s'être vues pendant l'été. Dotées de personnalités contrastées, l'une étant complexée et réservée, l'autre est plus exubérante et rock. Elles ont en commun les difficultés à interagir avec leurs semblables. 
Le sujet de discussion des étudiants porte sur les amoureux qui pourraient traverser des portails qui les mèneraient vers un monde fantastique rempli d’aventure et de « magie ». Anima en est obnubilée et s'interroge sur la tenue qu'elle porterait et quel monde elle visiterait. Elle rêve d’emmener son amoureuse, Charlie, avec elle. Mais Charlie préfère inventer ses aventures que de les vivre. Comment les deux jeunes filles vont-elles mélanger leurs envies et leurs attentes ?
Et, le grand sujet du moment à l'école, c'est la , qui permet de vivre des aventures fantastiques dans un monde secret mais dont personne ne maitrise véritablement les codes et les manifestations. Une chose est sûre, c'est qu'une fois qu'on y a pris goût, on a envie d'y retourner. Mais encore faut-il y prendre goût. D'emblée, les deux personnages réaliseront qu'elles ne sont plus tout à fait les mêmes qu'avant les vacances.
Camille Van Hoof dresse les portraits de magical girls attachantes pour parler de l'acceptation de soi, de la découverte de la sexualité, du consentement et de l'adaptation dans un nouvel environnement. Le récit se veut surtout émancipateur des injonctions sociales et propose d'autres voies qui mènent à l'âge adulte. Elle révèle qu'un de ses premiers chocs esthétiques est le manga Cardcaptor Sakura pour lequel elle revient à cette occasion. Elle dit aussi qu'une source importante d’inspiration pour le livre ont été les couleurs des dessins animés des années 1990 comme Sailor Moon, Max et compagnie ou encore Ranma ½. Ce qui plaît aux animateurs Véronique Thyberghien et Cédric Wautier de la RTBF dans leur émission Tendances Premières est la vision très positive des amours adolescentes. Laurent Lessous, chroniqueur du site BDzoom, quant à lui, qualifie cette romance de : « moderne, drôle et même magique par moment ». Le journaliste Olivier Van Vaerenbergh de Focus Vif conclut sa critique par : « Nourrie à de multiples références pop qui vont du Shōjo à la BD alternative, ce Sentimental Kiss est une vraie réussite – à offrir très vite à tous les moins de 20 ans et à tous ceux qui se prétendent amateurs de BD : ça, c'en est de la bonne ! »
Ses planches originales font l'objet d'une exposition à la librairie BDWeb à Bruxelles en février 2025.

### Autres activités
Elle fait encore du dessin d'animation, de l'animation de vidéos,. Elle est aussi assistante de création de marionnettes pour Noémie Favart, ainsi qu'elle crée les costumes de celles-ci. Elles sont montrées dans la pièce Lod et Lumi avec la compagnie La P’tite Canaille.
Elle partage avec Noémie Favart son petit atelier au Labokube — un espace de création et de diffusion artistique — à Saint-Josse-ten-Noode, en 2023.

### Vie privée
Elle réside à Bruxelles.

## Œuvres

### Illustration de livres jeunesse
- Valérie Larrondo (ill. Camille Van Hoof), Les Petits Commandeurs, Paris, Seuil, 2015, 50 p., ill.; 27 cm (ISBN 979-10-235-0490-3)

### Autrice
- Camille Van Hoof, Drôle d'arbre[11],[35], Bruxelles, Versant Sud jeunesse, coll. « Les Pétoches ! », avril 2016, 40 p., ill.; 29 cm (ISBN 9782930358734)

#### Albums de bande dessinée

##### Prémonitions
- Prémonitions, Ministère de la Fédération Wallonie-Bruxelles. Service général des Lettres et du Livre, Bruxelles, 2020
Scénario, dessin et couleurs : Camille Van Hoof -  (ISBN 978-2-930758-58-9)

##### Sentimental Kiss
- Sentimental Kiss[36], L'Employé du Moi, Bruxelles, 15 janvier 2025
Scénario, dessin et couleurs : Camille Van Hoof -  (ISBN 9782390041276),250 p..

#### DansPhiléas et Autobule
- Au secouuurs ! Y'a des fantômes sur Facebook ![37], Olivier Van Vaerenbergh, texte, in Philéas et Autobule, no 59, avril-mai 2018.
- Déméter, entre mère et terre : mythe[38], Clémentine Beauvais, texte, no 60, juin-juillet 2018
- Les Écrans : un peu, beaucoup, à la folie ? : médias[38], Bérénice Vanneste, texte, no 61, octobre-novembre 2018
- Chère Clémence[39],[38], Aylin Manço, texte, no 63, février-mars 2019
- Comment savoir qui tu es ?[38], Marie Baurins, texte, no 63, février-mars 2019
- Pourquoi se tromper ? : philo[38], Marie Baurins, texte, no 66, octobre-novembre 2019
- Les Avions[38], Aylin Manço, texte, no 66, octobre-novembre 2019
- C'est quoi créer ?, Aylin Manço, texte, no 68, février-mars 2020
- L'Accordéon des possibles[40], no 77, décembre 2021-janvier 2022
- C'est quoi la liberté ?[41], Mélanie Olivier, texte, no 80, juin-juillet 2022
- Mentir, c'est quoi ?[42], Youry Zambrano, texte, no 88, février-mars 2024.
- Dans la toile[43], no 90, juin-juillet 2024.

#### Fanzines
- Anticlopédie[5] vol. 0, octobre 2017
- Mièvre et bébête in Rasoir[5] no 1, 8 p., janvier 2018
- Bizarre in Rasoir[5] no 6, 8 p., juin 2019
- Le Sabbat de yule : la renaissance du soleil[5] dans Koven no 3, 21 décembre 2020
- Le Sabbat d'imbolc : le retour du printemps[5] dans Koven no 4, 20 janvier 2021
- Le Sabbat de beltane : la fertilité et le feu[5] dans Koven no 6, 1er mai 2021
- Le Sabbat de Litha : le roi soleil[5] et couverture dans Koven no 7, 21 juin 2021
- Les Magiciens de l'ici là-bas[5], novembre 2021
- Vitoulets[5], novembre 2021.

### Émissions de radio
- Tendances Première : Les Tribus sur La Première via Auvio , présentation : Véronique Thyberghien et Cédric Wautier, intervenante : Camille Van Hoof, (13 min), 16 janvier 2025.

### Podcasts
- Camille Van Hoof dans Radio Grandpapier, émission de juin 2022 sur Radio Campus Bruxelles, (1 h 18 min 52 s).

### Vidéographie
- [vidéo] « (Ateliers) Camille Van Hoof », sur YouTube, 14 octobre 2020
- [vidéo] « (#Trythisathome) Camille Van Hoof - Amulettes magiques », sur YouTube, 20 novembre 2020
- [vidéo] « Résidence #13: La surboum du Rasoir - Camille Van Hoof », sur YouTube, 1er novembre 2023